# Marthula albopunctata
Marthula albopunctata är en fjärilsart som beskrevs av Paul Dognin 1909. Marthula albopunctata ingår i släktet Marthula och familjen tandspinnare. Inga underarter finns listade i Catalogue of Life.